# Delmino Pereira
Pour les articles homonymes, voir Pereira.
Magalhães Pereira est un nom portugais ; le premier nom de famille (d'usage facultatif) est Magalhães et le second est Pereira.
Delmino Albano Magalhães Pereira, né le 23 août 1967 à Vila Real, est un coureur cycliste portugais puis le président de la Fédération portugaise du cyclisme. Professionnel de 1989 à 2001, il a notamment été champion du Portugal sur route en 1989 et 1997.

## Palmarès
- 1989
  -  Champion du Portugal sur route
  - Prologue du Tour du Portugal
  - Grand Prix Gondomar :
    - classement général
    - 1re étape

  - 2e et 4e étapes du Tour de l'Alentejo
  - 3e du Trophée Joaquim-Agostinho

- 1990
  - 1re étape du Grand Prix International Costa Azul
  - Volta ao Jogo
  - 4e étape de la Volta a Cantanhede
  - 2e et 9e étapes du Tour de l'Algarve
  - 7e étape de la Volta ao Jogo
  - Grande Prémio do Minho :
    - classement général
    - 1re et 2e étapes

  - Tour de Trás-os-Montes et Haut Douro
  - 8e étape du Tour de l'Alentejo
  - 2e du Tour de l'Algarve
  - 2e du Tour de l'Alentejo

- 1991
  - 2e étape du Grand Prix Gondomar
  - 3e du Grand Prix Jornal de Noticias

- 1992
  - Prologue du Tour du Vaucluse
  - 4e étape du Grand Prix Jornal de Noticias
  - Volta ao Jogo :
    - classement général
    - 5e et 6e étapes

  - 3e du Grand Prix Jornal de Noticias

- 1993
  - 2e étape du Grand Prix Abimota
  - 5e étape du Trophée Joaquim-Agostinho
  - 2e du Trophée Joaquim-Agostinho
  - 3e du championnat du Portugal sur route

- 1994
  - Grande Prémio da Póvoa de Varzim :
    - classement général
    - 1re étape

  - 1re étape du Grand Prix Sport Noticias
  - 4e étape du Grande Prémio Correio da Manhã
  - Guimaraes-Pontevedra-Guimaraes
  - Tour de Trás-os-Montes et Haut Douro
  - 6e étape du Tour du Portugal de l'Avenir
  - 2e du Grand Prix Jornal de Noticias
  - 2e du Tour du Portugal de l'Avenir
  - 2e du Circuit de Malveira

- 1995
  - Circuit de Juncal
  - 5e étape du Grande Prémio Correio da Manha
  - Grande Prémio do Minho
  - 3e du Tour du Portugal

- 1996
  - Grand Prix Abimota :
    - classement général
    - 1re et 2e étapes

  - 5e étape du Grande Prémio do Minho

- 1997
  -  Champion du Portugal sur route
  - 3e étape du Grand Prix Gondomar
  - Trophée Joaquim-Agostinho :
    - classement général
    - 1re et 2e étapes

- 1998
  - 5e étape du Grande Prémio do Minho
  - Tour de Trás-os-Montes et Haut Douro

- 1999
  - 5e étape du Trophée Joaquim-Agostinho
  - 3e du Grand Prix international Mitsubishi MR Cortez

- 2000
  - 2e étape du Grand Prix Matosinhos
  - 3e étape du Grand Prix Jornal de Noticias
  - 2e du Grand Prix CTT Correios de Portugal
  - 2e du Grand Prix Matosinhos
  - 2e du Grand Prix Gondomar
  - 3e de la Clássica da Primavera
  - 3e du Tour des Terres de Santa Maria da Feira

- 2001
  - Circuit de Nafarros
  - 2e du championnat du Portugal sur route

## Résultats sur les grands tours

### Tour d'Espagne
1 participation
1994 : 35e.